# From Hell (carta)
A "Do Inferno" (do inglês "From Hell") ou "carta Lusk", é uma carta postada em 15 de outubro de 1888 junto com metade de um rim humano, por uma pessoa que afirmava ser o assassino em série conhecido como Jack, o Estripador (coleção Jack the Ripper Letters), destinada ao decorador e vigilante George Lusk (presidente do Comitê de Vigilância do distrito londrino de Whitechapel). Várias obras ficcionais têm se referido à carta Lusk, como por exemplo o romance thriller Dust and Shadow.
O então assassino em série matou e mutilou ao menos cinco vítimas mulheres na área de Whitechapel de Londres sob um período de vários meses, o caso atraiu grande atenção. O exato número de vítimas nunca foi conclusivamente provado, e a identidade do perpetrador das mortes de Whitechapel tem igualmente permanecido desconhecida.
A mensagem foi acompanhada por uma parte preservada de um rim humano; onde o escritor da carta afirmava ter comido a outra metade do órgão. A polícia recebeu um grande número de cartas afirmando ser do assassino, em um certo ponto tendo de lidar com cerca de uma centena de cartas relacionadas ao caso, mas a mensagem "From Hell" é uma das poucas que tem recebido uma atenção séria como possivelmente genuína, a qual divide opiniões.

## Conteúdo da carta
Na carta continha a seguinte mensagem:

Do inferno
Sr Lusk

Senhor

Eu envio para você a metade do

rim que eu tirei de uma mulher e

que conservei para o senhor. O outro pedaço

eu fritei e comi e estava muito bom.

Talvez eu envie a faca ensanguentada que

o tirou se esperar um pouco

mais.
assinado

Pegue-me quando

puder.

Senhor Lusk.

| “ | From hell Mr Lusk Sor I send you half the Kidne I took from one women prasarved it for you tother piece I fried and ate it was very nise. I may send you the bloody knif that took it out if you only wate a whil longer. signed Catch me when you Can Mishter Lusk. [sic] | ” |

A carta original, bem como o pedaço de rim que a acompanhou, foram posteriormente perdidas junto com outros itens que originalmente continham dentro dos arquivos policiais do Estripador. A imagem mostrada aqui é de uma fotografia tirada antes da perda.

## Reação da mídia
A Imprensa reagiu com alarme ao fato que um assassinato em série estava à solta; a morte em 31 de agosto de 1888 de Mary Ann Nichols resultou em numerosos artigos sobre o indivíduo conhecido como "Avental de Couro" ou "o assassino de Whitechapel". A grotesca mutilação de Nichols e posteriormente de outras vítimas foram descritas como corpos "mutilados" e residentes locais na área  falavam de suas preocupações de um "estripador" ou turma de "estripadores". Entretanto, a identificação do assassino como "Jack", o Estripador não foi especulada até antes de 27 de setembro, quando os escritórios da Central News Ltd receberam a carta "Dear Boss". O escritor da mensagem listou Jack, o Estripador como seu "nome profissional" e prometeu continuar matando até ser preso, também ameaçando enviar as orelhas de suas próximas vítimas para a polícia.
Enquanto os jornalistas consideraram a carta como mera brincadeira, eles decidiram após dois dias notificar a Scotland Yard do assunto. O duplo assassinato de Elizabeth Stride e Catherine Eddowes tomaram lugar na noite que a polícia recebeu a carta "Dear Boss". As pessoas da Central News receberam uma segunda comunicação conhecida como o cartão-postal "Saucy Jacky" em 1 de outubro de 1888, o dia após o duplo assassinato, e a mensagem foi devidamente passada para as autoridades. Cópias de ambas mensagens foram logo postadas para o público na esperança que o estilo de escrita seria reconhecido. Enquanto a polícia sentiu determinada para descobrir o autor de ambas mensagens, eles se encontraram sobrecarregados pelo circo da mídia ao redor dos assassinatos do Estripador e logo receberam uma grande quantidade de material, a maioria disso inútil.

## Análise

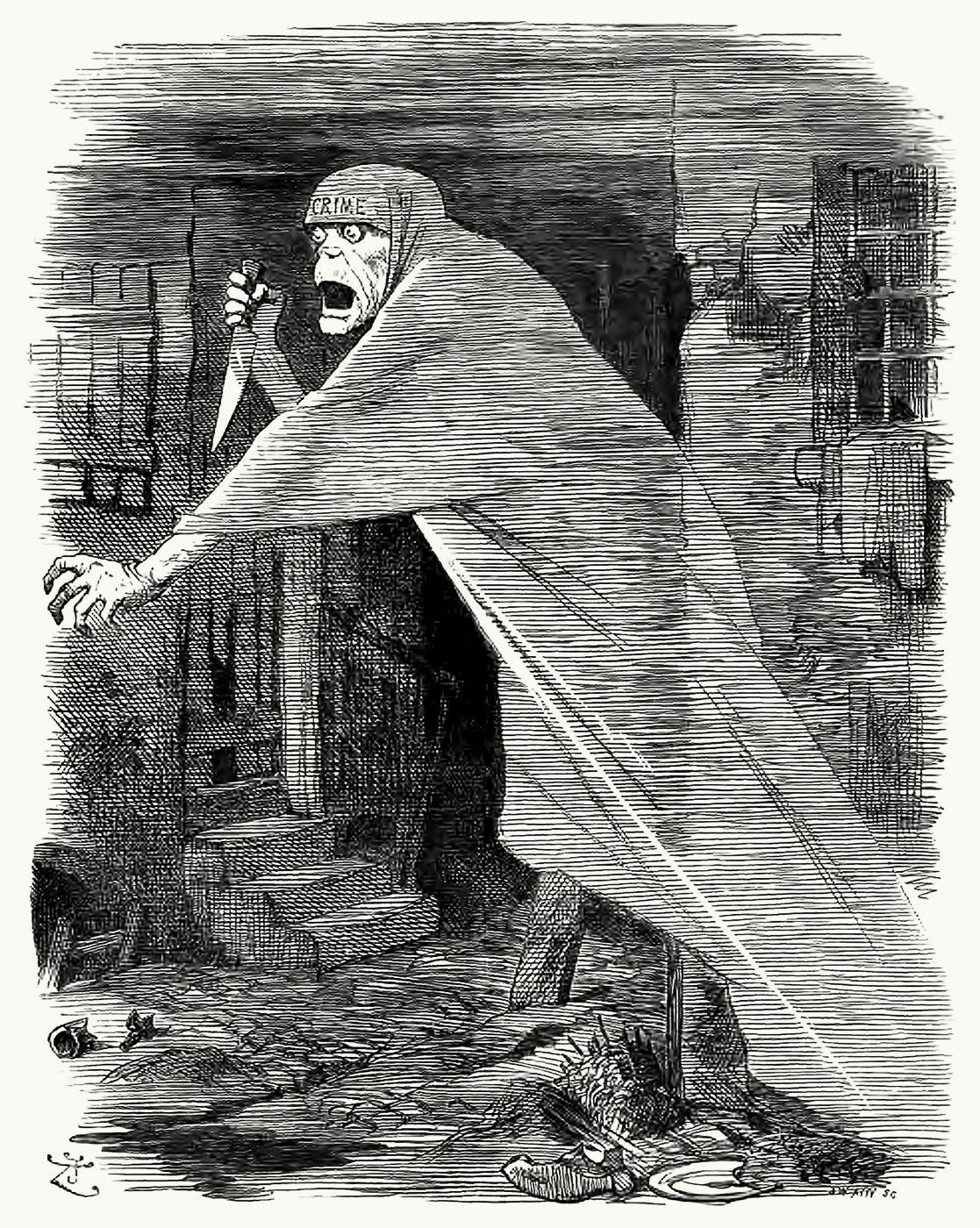
Uma ilustração de 1888 da Punch retrata o assassino como uma figura espectral demoníaca, a 'Nêmese da Negligência', espreitando Londres.

Embora centenas de cartas afirmando ser do assassino foram postadas na época dos assassinatos do Estripador, muitos pesquisadores argumentam que a carta "From Hell" é uma de um punhado de possivelmente autênticos escritos recebidos do assassino. Seu autor não assinou com o pseudônimo "Jack, o Estripador", distinguindo isso das anteriores mensagens "Dear Boss" e "Saucy Jacky" bem como seus muitos imitadores. A escrita manual das anteriores duas mensagens mencionadas são também similares para cada outra enquanto sendo dissimilares para uma feita "From Hell". A entrega específica da carta para Lusk pessoalmente, sem referência feita para a polícia ou o governo britânico geralmente, poderia indicar uma animosidade pessoal do escritor em direção tanto para Lusk como um indivíduo ou para o estabelecimento local da comunidade de Whitechapel (de qual Lusk foi um membro).
A carta "From Hell" é noticiavelmente escrita em um muito baixo nível de alfabetização que as outras duas, apresentando vários erros de ortografia e gramática. Estudiosos têm debatido se esta é uma deliberada desorientação, como o autor observou o silencioso k em 'knif' e h em 'whil'. O formato da carta também apresenta um estilo de escrita apertado em qual as letras são pressionadas juntas ao acaso; muitos borrões de tinta aparecem em uma maneira que pode indicar que o escritor não estava familiarizado com usar uma caneta. O formato da mensagem pode ser um ponto para isso sendo um hoax por um de outra maneira bem-educado indivíduo, mas alguns pesquisadores têm argumentado que é a genuína obra de um parcialmente funcional mas desequilibrado indivíduo.
Opiniões daqueles que têm se debruçado no caso são divididas. A possibilidade tem sido levantada que todas das comunicações supostamente do assassino de Whitechapel são fraudulentas, atos feitos por excêntricos ou por jornalistas procurando aumentar o frenesi da mídia ainda mais. A Scotland Yard teve razão ao duvidar da validade da carta ainda ultimamente não tomando ação contra repórteres suspeitos. Entretanto, as muitas diferenças entre a carta "From Hell" e a vasta maioria das mensagens recebidas têm sido citadas por algumas figuras analisando o caso, tais como um profissional forense de escrita manual entrevistado pelo History Channel e outros entrevistados pelo Discovery Channel, como evidência para ver isso como talvez a única autêntica carta.
A primária razão desta carta se destacar mais que outras é que foi entregue com uma pequena caixa contendo metade do que os médicos depois determinaram ser um rim humano, preservado em bebida destilada. Um dos rins da vítima do assassinato, Catherine Eddowes, tem sido removido pelo assassino. Opinião médica na época era que o órgão poderia ter sido adquirido por estudantes médicos e enviado com a carta como parte de um hoax. Lusk mesmo acreditou que esse era o caso e não reportou a carta até que ele foi urgido para fazer isso por amigos.
Argumentos em favor como para a autenticidade da carta algumas vezes afirmam que análises contemporâneas do rim pelo Dr. Thomas Openshaw do Hospital de Londres encontrou que veio de uma doente mulher alcoólatra que morreu dentro de passados três semanas, evidência que pertencia à Eddowes. Entretanto, esses fatos têm sido disputados como reportes contemporâneos da mídia na época bem como as recordações tardias que davam contraditórias informações sobre as opiniões de Openshaw. O historiador Philip Sugden tem escrito que talvez tudo aquilo pode ser concluído dado a incerteza que o rim era humano e do lado esquerdo do corpo.
Uma liderança da polícia contemporânea encontrou que a lojista Emily Marsh teve encontrado um visitante em sua loja, localizada no Mile End Road de Londres, com uma estranha, inquietante maneira em ambas aparência e discurso. O visitante perguntou para Marsh pelo endereço do Sr. Lusk, qual ele escreveu em um caderno pessoal, antes de abruptamente sair. Ele foi descrito como um magro homem vestindo um longo casaco preto de seis pés em altura que falava com um sotaque irlandês, sua face apresentando um escuro bigode e barba. Enquanto o evento tomou lugar no dia antes de Lusk receber a mensagem "From Hell" que ocorreu na área em qual é considerada para ter ido carimbada, o fato de Lusk receber tantas cartas hoax durante este tempo significa que os indivíduo suspeito pode ter sido outro excêntrico.
Especialista forense em escrita manual Michelle Dresbold, trabalhando para a série de documentário do History Channel, MysteryQuest, tem argumentado que a carta é genuína baseada nas peculiares características da escrita manual, particularmente os "loops invasivos" dos "y"s da carta. Os especialistas em perfilamento criminal no programa também criaram um arquivo do assassino, afirmando que ele possuiu uma desequilibrada animosidade em direção à mulheres e habilidade em usar uma faca. Baseado em pistas linguísticas (incluindo o uso da particular grafia da palavra "prasarved" (conservado), Dresbold sentiu que a carta mostrava forte evidência que o escritor era irlandês ou de extração irlandesa, ligando a carta para o suspeito de ser o Estripador Francis Tumblety. Tumblety era um itinerante médico charlatão irlandês-estadunidense sofrendo de noções mentalmente doentes de grandiosidade que tinha residido em Londres durante o ano dos assassinatos; ele teve múltiplos encontros com a lei e uma aversão a mulheres bem como um plano de fundo de coletar partes de corpos. Entretanto, após prender ele na época como um suspeito, a polícia terminou libertando ele sob fiança, tendo falhado para encontrar forte evidência contra ele. Ele morreu de uma condição cardíaca nos EUA em 1903. Sugden tem também escrito que o autor pode ter tido um plano de fundo irlandês mas também afirmou que pode ter tido maneirismos Cockney.
O suposto diário de James Maybrick, outro homem que tem sido proposto como um suspeito do Estripador, contém referências para a carta "From Hell", particularmente o alegado canibalismo. Entretanto, mesmo se o diário seja assumido para ser genuíno, a escrita manual não bate daquela da carta no todo. Um artigo da Kirkus Review tem se referido o rumor do diário como um "hoax" que é uma de várias "bizarras hipóteses" relacionadas ao caso.